# 利桥镇
利桥镇，是中华人民共和国甘肃省天水市麦积区下辖的一个乡镇级行政单位。
2015年10月9日，甘肃省民政厅批复同意撤销利桥乡，设立利桥镇。

## 行政区划
利桥镇下辖以下地区：
蔚明村、吴河村、杨河村、利桥村、墁坪村、秦岭村、三岔村和百花村。